# Technotronic
A Technotronic egy belga együttes, melyet 1987-ben Jo Bogaert alapított, aki a korai 80-as években New Beat stílusú szóló művészként vált népszerűvé különböző neveket használva, mint Madmen, Nux Nemo. Ya Kid K rapperrel közös projektben elkészítették a Pump Up the Jam című slágert. Ez eredetileg instrumentális dalként lett kiadva The Pro 24's címen és Farley Jackmaster Funk The Acid Life számából származó hangmintákat felhasználva, és csak később került rá vokál, melyet viszont a kongói születésű divatmodel Felly Kilingli munkájaként tüntettek fel a lemezborítón és a videóklipben, Ya Kid K beleegyezése nélkül.

## Pump Up The Jam
Az első sikert a Pump Up the Jam című dal hozta meg a csapatnak, melynek eredeti hangszeres változatát Bogaert Pro 24s néven jelentették meg. Az eredeti verzióban Farley Jackmaster Funk The Acid Life zenei alapjai, valamint Eddie Murphy Delirious című dalának hangmintái találhatóak a dalban. A Technotronic változatát Ya Kid K közreműködésével jelentették meg 1989 szeptemberében.
A dal világsláger lett, és az amerikai Billboard Hot 100-as listán, valamint az UK kislemez listán 2. helyezést ért el. 1989 végén, 1990 elején ez volt az első belga New Beat zenei műfaj, mely ötvözte a hip-house és hiphop műfaj, valamint a house zenei elemeit

## További sikerek
Az első siker után megjelent az azonos című Pump Up The Jam – The Album, melyben MC Eric és Ya Kid K. közreműködött, majd ő lett a csapat főénekese, miután kiderült, hogy Felly csupán tátogott a videóklipben, és a dalt sem ő énekelte fel korábban.
Az albumról három kislemez jelent meg a Get Up! (Before the Night Is Over) című, mely az Egyesült Államokban a 7. helyen landolt, illetve 2. lett az Egyesült Királyságban. A második dal a This Beat Is Technotronic az US Dance lista 3. helyén, az angol lista 14. helyéig jutott, majd megjelent a Rockin’ Over the Beat című dal, mely számos országban a Top 10 helyig jutott, illetve a bemutatkozó album is szerepelt az amerikai Billboard 200-as listán, és elérte a 2. helyezést a brit albumlistán.
1990-ben Ya Kid K (Kamosi) hozzájárult, hogy egyik daluk, a Speen That Wheel a Tini Ninja című film egyik betétdala legyen, illetve megjelent a Technotronic eddig slágereinek Megamixe is, mely az Egyesült Királyságban a 6. helyen, míg az Eurochart Hot 100-as listáján 1. helyezett lett.
1992-ben megjelent a második albumuk Move This címmel, melyben szintén Ya Kid K közreműködött, és egy Revlon televíziós reklámban is szerepelt. Az album 3. helyezett lett a Top 10-es listán, valamint az Államokban a 6. helyig jutott. A borítón Ya Kid K. fotója volt látható.
Legutóbb 1999-ben jelentettek meg egy albumot Like This címmel, melyet a deep house, techno elemek jellemeztek.
A csapat mintegy 14 millió albumot és kislemezt adott el világszerte.

## 1989-1999 évforduló
MC Eric és Ya Kid K újra turnéra ment a 20. évforduló alkalmával. Európa egyes részein, valamint Dél-Amerikában, Ausztráliában is jártak, ahol előadták klasszikus slágereiket, és új lemezük slágereit is. MC Eric mint lemezlovas is fellépett a turnék során.

## Diszkográfia

### Stúdió albumok
| Cím                        | Megjelenés | Legmagasabb helyezés | Legmagasabb helyezés | Legmagasabb helyezés | Legmagasabb helyezés | Legmagasabb helyezés | Legmagasabb helyezés | Legmagasabb helyezés | Legmagasabb helyezés | Legmagasabb helyezés | Díjak                            |
| Cím                        | Megjelenés | AUS                  | AUT                  | GER                  | NED                  | NZ                   | SUI                  | SWE                  | UK                   | U.S.                 | Díjak                            |
| -------------------------- | --- | -------------------- | -------------------- | -------------------- | -------------------- | -------------------- | -------------------- | -------------------- | -------------------- | -------------------- | -------------------------------- |
| Pump Up the Jam: The Album | - Megjelenés: 1989. november 28. - Label: ARS Productions SBK/EMI Records (Észak Amerika) - Formátum: LP, MC. CD   | 22                   | 3                    | 10                   | 16                   | 18                   | 4                    | 17                   | 2                    | 10                   | - CAN: 4× Platinum - UK: Platina |
| Trip on This: The Remixes  | - Megjelenés: 1990. szeptember 18. - Label: ARS Productions SBK/EMI Records (Észak Amerika) - Formatum: LP, MC, CD | 50                   | —                    | —                    | —                    | —                    | —                    | —                    | 7                    | —                    | - CAN: Arany - UK: Ezüst         |
| Body to Body               | - Megjelenés: 1991 - Label: Transistor Music - Formátum: LP, MC, CD                                                | —                    | 25                   | 42                   | —                    | —                    | 17                   | —                    | 27                   | —                    |                                  |
| The Greatest Hits          | - Megjelenés: 1993. október 25. - Label: ARS Productions - Formátum: CD                                            | 48                   | —                    | —                    | —                    | —                    | —                    | —                    | —                    | —                    |                                  |
| Recall                     | - Megjelenés: 1995 - Label: ARS Productions SBK/EMI Records (Észak-Amerika) - Formátum: CD, MC                     | —                    | —                    | —                    | —                    | —                    | —                    | —                    | —                    | —                    |                                  |

### Kislemezek
| Év   | Dal                                                       | Legmagasabb helyezés | Legmagasabb helyezés | Legmagasabb helyezés | Legmagasabb helyezés | Legmagasabb helyezés | Legmagasabb helyezés | Legmagasabb helyezés | Legmagasabb helyezés | Legmagasabb helyezés | Legmagasabb helyezés | Legmagasabb helyezés | Legmagasabb helyezés | Díjak                                     | Album                       |
| Év   | Dal                                                       | AUS                  | AUT                  | FRA                  | GER                  | IRE                  | NED                  | NZ                   | SPA                  | SUI                  | SWE                  | UK                   | U.S.                 | Díjak                                     | Album                       |
| ---- | --------------------------------------------------------- | -------------------- | -------------------- | -------------------- | -------------------- | -------------------- | -------------------- | -------------------- | -------------------- | -------------------- | -------------------- | -------------------- | -------------------- | ----------------------------------------- | --------------------------- |
| 1989 | "Pump Up the Jam" (featuring Felly)                       | 4                    | 2                    | 7                    | 2                    | —                    | 2                    | 4                    | 1                    | 2                    | 4                    | 2                    | 2                    | - NETH: Arany - UK: Arany - U.S.: Platina | Pump Up the Jam – The Album |
| 1990 | "Get Up! (Before the Night Is Over)" (featuring Ya Kid K) | 7                    | 2                    | 2                    | 2                    | 2                    | 2                    | 7                    | 1                    | 1                    | 4                    | 2                    | 7                    | - FRA: Ezüst - UK: Ezüst - U.S.: Arany    | Pump Up the Jam – The Album |
| 1990 | "This Beat Is Technotronic" (featuring MC Eric)           | 27                   | —                    | 18                   | 10                   | 5                    | 7                    | 38                   | 11                   | 8                    | —                    | 14                   | —                    |                                           | Pump Up the Jam – The Album |
| 1990 | "Rockin’ Over the Beat" (featuring Ya Kid K)              | —                    | —                    | 20                   | 18                   | 11                   | —                    | —                    | —                    | 10                   | —                    | 9                    | 95                   |                                           | Pump Up the Jam – The Album |
| 1990 | Megamix                                                   | 13                   | —                    | 10                   | 9                    | 4                    | 18                   | —                    | —                    | 7                    | —                    | 6                    | —                    |                                           | Trip on This – The Remixes  |
| 1990 | "Turn It Up" (featuring Melissa and Einstein)             | —                    | —                    | 33                   | —                    | 26                   | —                    | —                    | —                    | —                    | —                    | 42                   | —                    |                                           | Trip on This – The Remixes  |
| 1991 | "Move That Body" (featuring Reggie)                       | —                    | —                    | 25                   | 19                   | 3                    | 38                   | —                    | 14                   | 10                   | 33                   | 12                   | —                    |                                           | Body to Body                |
| 1991 | "Work" (featuring Reggie)                                 | —                    | —                    | —                    | —                    | 12                   | —                    | —                    | —                    | 24                   | 40                   | —                    |                      |                                           | Body to Body                |
| 1991 | "Money Makes the World Go Round" (featuring Reggie)       | —                    | —                    | —                    | —                    | —                    | —                    | —                    | —                    | —                    | —                    | —                    | —                    |                                           | Body to Body                |
| 1992 | "Move This" (featuring Ya Kid K)                          | —                    | —                    | —                    | —                    | —                    | —                    | —                    | —                    | —                    | —                    | —                    | 6                    |                                           | The Greatest Hits           |
| 1993 | "Hey Yoh, Here We Go" (featuring Ya Kid K)                | —                    | —                    | —                    | —                    | —                    | —                    | —                    | —                    | —                    | —                    | —                    | —                    |                                           | The Greatest Hits           |
| 1994 | "One Plus One" (featuring Ya Kid K)                       | —                    | —                    | —                    | —                    | —                    | —                    | —                    | —                    | —                    | —                    | —                    | —                    |                                           | The Greatest Hits           |
| 1994 | "Move It to the Rhythm" (featuring Ya Kid K)              | —                    | —                    | —                    | —                    | —                    | —                    | —                    | —                    | —                    | —                    | —                    | 83                   |                                           | Recall                      |
| 1995 | "Recall" (featuring Ya Kid K)                             | —                    | —                    | —                    | —                    | —                    | —                    | —                    | —                    | —                    | —                    | —                    | —                    |                                           | Recall                      |
| 1995 | "I Want You By My Side"                                   | —                    | —                    | —                    | —                    | —                    | —                    | —                    | —                    | —                    | —                    | —                    | —                    |                                           | Recall                      |
| 1996 | "Crazy"                                                   | —                    | —                    | —                    | —                    | —                    | —                    | —                    | —                    | —                    | —                    | —                    | —                    |                                           | Singles Only                |
| 1996 | "Pump Up The Jam – The '96 Sequel"                        | —                    | —                    | —                    | —                    | —                    | —                    | —                    | —                    | —                    | —                    | 36                   | —                    |                                           | Singles Only                |
| 1998 | "Get Up – The '98 Sequel"                                 | —                    | —                    | —                    | 91                   | —                    | —                    | —                    | —                    | —                    | —                    | —                    | —                    |                                           | Singles Only                |
| 1998 | "Like This" (featuring Monday Midnite)                    | —                    | —                    | —                    | —                    | —                    | —                    | —                    | —                    | —                    | —                    | —                    | —                    |                                           | Singles Only                |
| 1999 | "The G-Train" (featuring Monday Midnite)                  | —                    | —                    | —                    | —                    | —                    | —                    | —                    | —                    | —                    | —                    | —                    | —                    |                                           | Singles Only                |

## Fordítás
- Ez a szócikk részben vagy egészben  a   Technotronic című angol Wikipédia-szócikk ezen változatának fordításán alapul.  Az eredeti cikk szerkesztőit annak laptörténete sorolja fel. Ez a jelzés csupán a megfogalmazás eredetét és a szerzői jogokat jelzi, nem szolgál a cikkben szereplő információk forrásmegjelöléseként.